# Çelov
Çelov è un comune dell'Azerbaigian situato nel distretto di Qobustan. Conta una popolazione di 1 310 abitanti.